# Конституція Намібії
Конституція Намібії прийнята на засіданні Національної асамблеї 9 листопада 1990 року. У Конституцією Намібія проголошується суверенною, демократичною і єдиною державою, що будується на принципах демократії, поваги до закону і справедливості (англ.  «The Republic of Namibia is hereby established as a sovereign, secular, democratic and unitary State founded upon the principles of democracy, the rule of law and justice for all»)

## Зміст
Конституція Намібії дотримується класичного поділу органів влади: законодавчу, виконавчу і судову.
Главою держави згідно з Конституцією є Президент. Законодавчим органом є двопалатний парламент: верхня палата — Національна рада Намібії, нижня — Національна асамблея Намібії. Судова влада належить Верховному суду, Високого суду та судів нижчого рівня (провінційним). Всі судові установи є незалежними і підкоряються тільки Конституції Намібії та її законам.
Конституція складається з преамбули і глави 21 (Chapter), розділених на 148 статей.

## Поправки
Поправки до Конституції приймаються двома третинами голосів від загальної кількості членів кожної з палат парламенту. Президент в свою чергу може винести питання про поправки до конституції на загальнонаціональний референдум. Варто особливо зауважити, що Конституція забороняє внесення будь-яких змін у Главу 3, що закріплює основні гарантовані права та свободи, якщо такі поправки суттєво їх зменшують або занижують.